# Nordahl Lelandais
Pour les articles homonymes, voir Lelandais.
Nordahl Périnet, né Nordahl Guillaume Richard Lelandais le 18 février 1983 à Boulogne-Billancourt (Hauts-de-Seine), est un tueur pédocriminel et ancien militaire français. Il est accusé d'avoir commis plusieurs meurtres et agressions sexuelles sur mineures de 15 ans.
À l'automne 2017, il est mis en examen pour séquestration et meurtre dans l'affaire Maëlys, puis pour assassinat dans la mort du caporal Arthur Noyer. Il nie toute implication dans ces faits jusqu’au 14 février 2018, date à laquelle il reconnaît avoir tué Maëlys de Araujo (8 ans et demi) mais affirme que cet acte était involontaire, une simple gifle l'ayant assommée à mort. Le 29 mars 2018, il avoue le meurtre d'Arthur Noyer survenu dans la nuit du 11 au 12 avril 2017, prétendant une bagarre qui aurait mal tourné. Les enquêteurs rouvrent alors le dossier de plusieurs autres meurtres et disparitions énigmatiques dans les départements environnants, entre 2007 et 2017, amenant de nombreux médias à s'interroger sur la possibilité qu'il soit un tueur en série.
À la suite d'une sévère dépression postérieure à ses aveux, il est hospitalisé à sa demande dans une unité hospitalière spécialement aménagée au sein d'un hôpital psychiatrique proche de Lyon, du 16 février au 10 juillet 2018. Il retourne ensuite en prison où il est placé à l'isolement et sous haute surveillance.
Dans l'affaire Arthur Noyer, la cour d'assises de Savoie le reconnaît coupable d'homicide volontaire le 11 mai 2021 et le condamne à vingt ans de réclusion criminelle, avec une période de sûreté fixée aux deux tiers.
Dans l'affaire Maëlys de Araujo, la cour d'assises de l’Isère le reconnaît coupable de l’enlèvement, séquestration et meurtre de Maëlys de Araujo le 18 février 2022. Il est condamné à la réclusion criminelle à perpétuité, avec une période de sûreté de 22 ans.
Nordahl Lelandais fait changer son patronyme auprès de l’état-civil. C’est désormais sous le nom de Périnet qu’il sera à nouveau jugé en 2025.

## Biographie

### Enfance

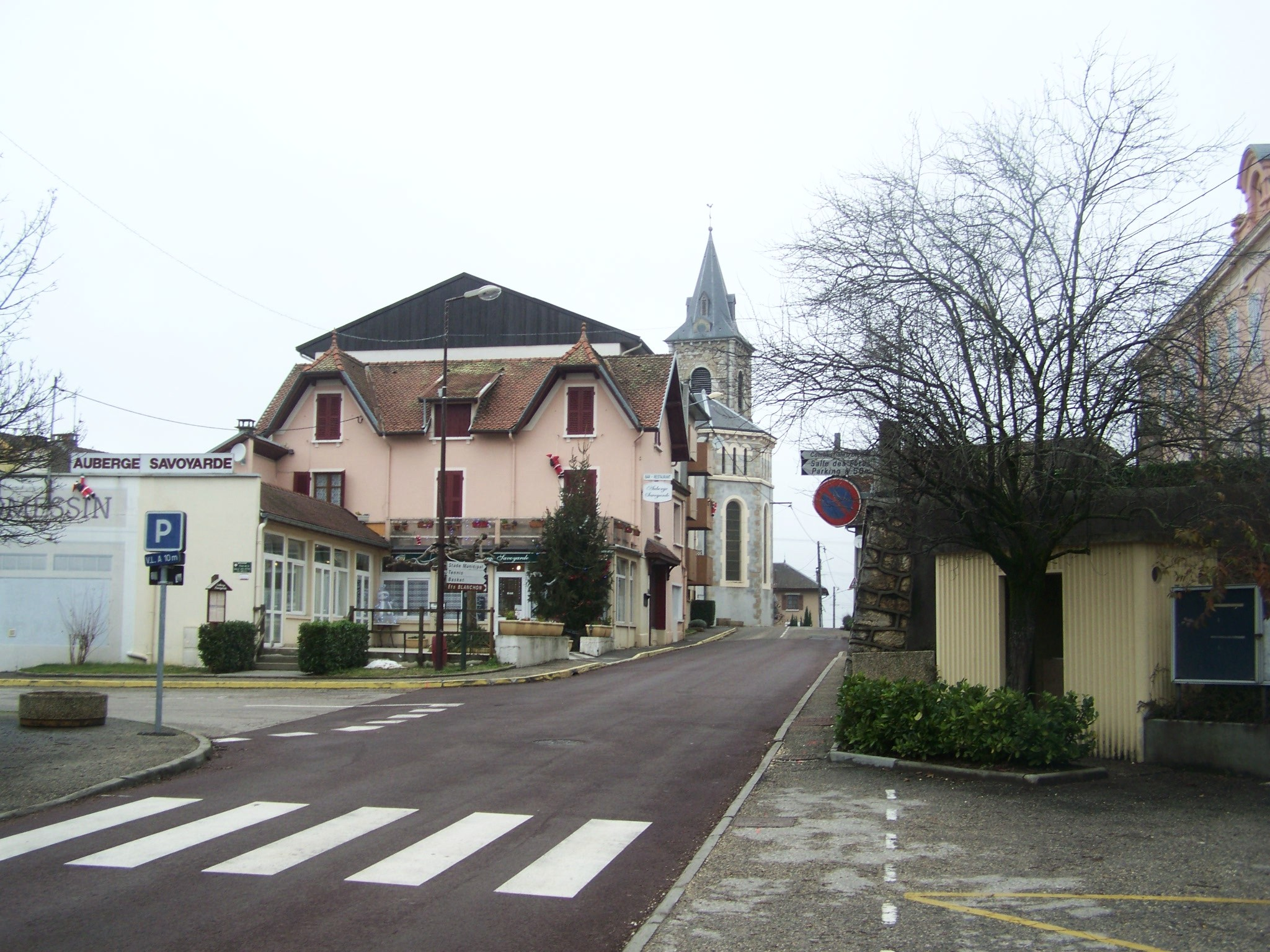
Le centre-ville de la commune de Domessin (Savoie), où est domiciliée la famille Lelandais.

Nordahl Lelandais est né le 18 février 1983 à Boulogne-Billancourt. Il est le fils de Jean-Pierre Lelandais et Christiane Périnet et doit son prénom scandinave, tout comme son frère aîné Sven, au fait que leur père a eu l'idée de ces prénoms en travaillant dans une entreprise finlandaise. La famille emménage à Domessin (Savoie) peu après sa naissance.
Dès l'école, il présente des tendances mythomanes. Après avoir été mis en pension par ses parents, il apparaît que certains élèves ont subi des attouchements sexuels. Nordahl présente tous les signes du stress post-traumatique, notamment des crises de larmes inexpliquées mais il nie catégoriquement avoir été victime de violences.

### Vie professionnelle
Après des études secondaires au terme desquelles il ne passe pas le baccalauréat, il s'engage dans l'armée le 3 avril 2001. Il devient maître-chien dans le 132e bataillon cynophile de l'armée de terre française, au camp de Suippes (Marne), unité qui dispose du plus grand chenil d'Europe et fournit des chiens de guerre à toutes les unités françaises. Il y est nommé caporal, le 1er novembre 2003,.

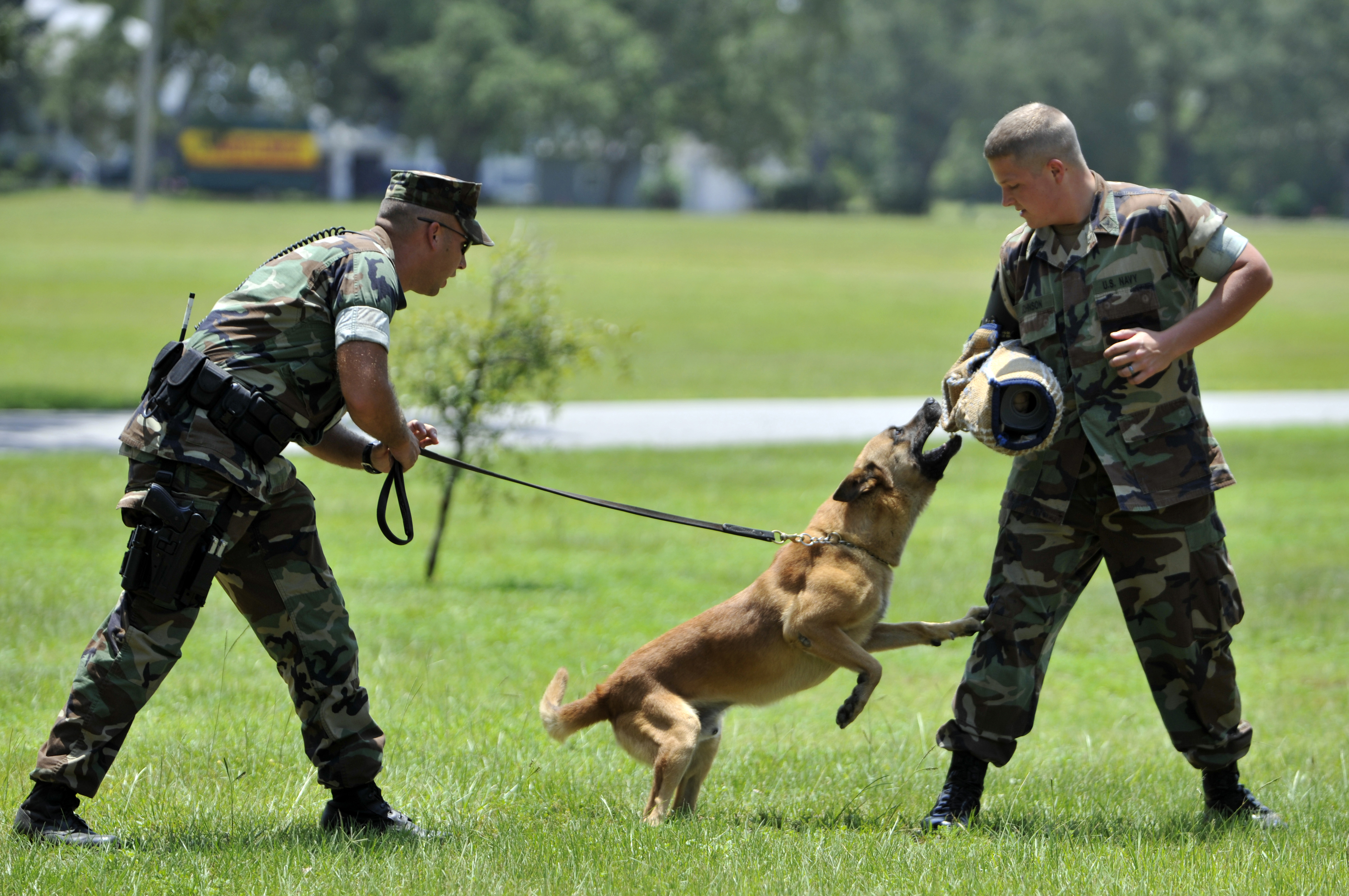
Maîtres chiens entraînant un berger malinois dans la marine américaine.

Il est finalement réformé après trois années de service en raison de troubles d'ordre psychologique et conduit à quitter l'armée, le 26 janvier 2005,,. Les bergers malinois dont il s’occupait lui sont laissés.
Il retourne à Domessin, où, en 2010, il se lance sans succès dans le dressage canin, avant d'enchaîner divers petits emplois et missions d'intérim, tout en faisant un peu de deal sans jamais être condamné à ce sujet.
Durant son temps libre, il se passionne pour les belles voitures, les sports mécaniques, la boxe thaï et les vidéos de bagarre.

### Agressions sexuelles sur mineures

#### Sur une de ses cousines quand elle avait six ans
Nordahl Lelandais est soupçonné d'agression sexuelle sur sa cousine de six ans. Il est mis en examen à ce propos le 4 juillet 2018. Ces soupçons d'agression sexuelle ont émergé après l'analyse de ses téléphones portables. Parmi les fichiers contenus dans un des appareils, « une vidéo sur laquelle une petite fille subit des attouchements a été retrouvée », rapportent des sources proches du dossier. « Le film a été tourné avec l'un des téléphones, au domicile de Nordahl Lelandais (à Domessin en Savoie) et on voit une main qui pourrait lui appartenir », a-t-on ajouté, en précisant que les parents de la fillette avaient été prévenus. Selon BFMTV, l'enfant est âgée de 6 ans.« Ce qu’ils ont vu sur cette vidéo, c’est une main, un bras, qui écarte la culotte d’une petite fille endormie, qui a été identifiée par la suite comme leur fille par les enquêteurs », explique leur avocate, Caroline Rémond. Au moment où la vidéo a été enregistrée, la famille, originaire du Sud de la France, séjournait en Savoie, chez les parents de Lelandais.
Cette nouvelle mise en examen relance le débat sur les penchants pédophiles du suspect.
En effet, l'avocat des parents de Maëlys, maître Fabien Rajon, déclare : « La défense nous avait dit publiquement que Nordahl Lelandais n'avait pas de penchants pédophiles. Si effectivement Nordahl Lelandais est mis en examen dans le cadre de cette affaire, cela viendrait fragiliser sa ligne de défense », explique-t-il, alors que les analyses pratiquées sur le corps de la fillette n'avaient pas permis de déterminer si elle avait été violée. L'avocat a également souligné que l'agression sexuelle qu'aurait subie la petite cousine de Nordahl Lelandais est survenue quelques jours avant la disparition de Maëlys. « Ce serait un élément important sur la personnalité de Nordahl Lelandais et même sur les faits potentiellement subis par l'enfant Maëlys. Aujourd'hui, on ne peut pas exclure que l'enfant Maëlys ait fait l'objet de sévices de nature sexuelle », a-t-il déclaré.

#### Sur la fille d'une amie proche (sa filleule)
Le 23 novembre 2018, Nordahl Lelandais est de nouveau mis en cause après la découverte d'une seconde vidéo où il se filme en train d'agresser sexuellement une petite fille de quatre ans, fille d'une amie proche. On ne connaît ni le lieu ni le jour de ces faits,,,.

#### Sur une de ses cousines quand elle avait 14 ans
Le 1er juillet 2019, une cousine de Nordahl Lelandais, née vers 2003, dépose une plainte pour agression sexuelle dans laquelle elle l'accuse de l'avoir agressée sexuellement en mars 2017 (quand elle avait 14 ans) et de l'avoir par la suite menacée de mort à plusieurs reprises,. Selon elle lors de l'enterrement de son père, il lui aurait touché les fesses et la poitrine. La fille l'aurait alors repoussé et aurait tenté de rejoindre sa famille : Lelandais l'aurait alors menacée de mort, selon les déclarations de l'adolescente.
Le 7 février 2020, Lelandais est entendu en garde à vue sur ces faits,,.

### En détention
Le 28 avril 2022, il est surpris en train d'avoir une relation sexuelle avec une nouvelle visiteuse lors d'un parloir. Fin 2023, il devient père d'un garçon, qu'il a eu en prison avec sa compagne.

## Autres affaires judiciaires
En 2008, il est interpellé avec deux autres personnes, puis condamné en avril 2009 à trente mois de prison, dont un an ferme, pour l’incendie du snack-bar La Plage, à Paladru, en Isère. Il purge sa peine sous bracelet électronique à son domicile. En 2017, il retourne vivre chez ses parents, tous deux retraités,.
Le 4 avril 2018, la presse révèle que le principal suspect de l’affaire Maëlys de Araujo était visé par une plainte pour « mise en danger de la vie d’autrui avec risque immédiat de mort », déposée par son ex-petite amie en juillet 2017.
Un collège de psychiatres reconnaît Nordahl Lelandais comme ayant sa capacité de discernement et pouvant en conséquence être pénalement responsable de ses actes.
Malgré les aveux et la mise en détention de Nordahl Lelandais, son frère Sven ne pense pas qu'il soit un tueur froid ou un tueur en série. « Il protège peut-être quelqu'un », suppose-t-il. Il en est de même pour la demi-sœur du suspect, laquelle ne comprend pas non plus les agissements de son demi-frère.
La famille de Nordahl Lelandais, mis en examen à la fois dans le meurtre de Maëlys de Araujo et celui d'Arthur Noyer, envisage de changer de nom, rapporte France Bleu Pays de Savoie,,.
En février 2019, son frère Sven et sa mère Christiane Lelandais sont agressés physiquement en pleine rue par deux personnes, à La Bridoire (Savoie) où a résidé Nordahl Lelandais. Sven dit avoir été interpellé par l’une des deux personnes : « T’es le frère de Lelandais, je vais t’enculer ». Le 3 juin 2019, le tribunal correctionnel de Chambéry condamne les deux agresseurs : à un an de prison ferme pour l'un, et à un an de prison avec sursis pour le second.
L’ex-petite amie de Nordahl Lelandais le décrit comme un individu très dangereux : il l'a harcelée maintes fois, l'a aussi menacée de mort à plusieurs reprises parce qu'il n'a pu supporter leur séparation,,,. Elle se culpabilise et en veut beaucoup à la gendarmerie qui n'a pas pris au sérieux sa plainte de juillet 2017 : selon ses dires, Maëlys ne serait pas morte si la gendarmerie avait pris en compte sa plainte ; pour cette négligence, fin 2019, elle a l'intention de déposer une plainte contre les gendarmes concernés, pour mise en danger de la vie d'autrui, ceci auprès de la gendarmerie de Pont-de-Beauvoisin,,.
Le mercredi 9 mars 2022, environ trois semaines après le procès de l'Affaire Maëlys, Nordahl Lelandais est condamné par le tribunal de Vienne, à huit mois de prison ferme pour recel. En effet, en décembre 2021, des surveillants découvrent lors d'une fouille inopinée dans sa cellule un premier portable caché sous les couvertures de son lit. Deux semaines plus tard, un autre portable est retrouvé. Son ex-compagne, une visiteuse de prison d'une cinquantaine d'années, qui lui avait fourni les portables, est condamnée à six mois de prison avec sursis.

### Affaire Maëlys

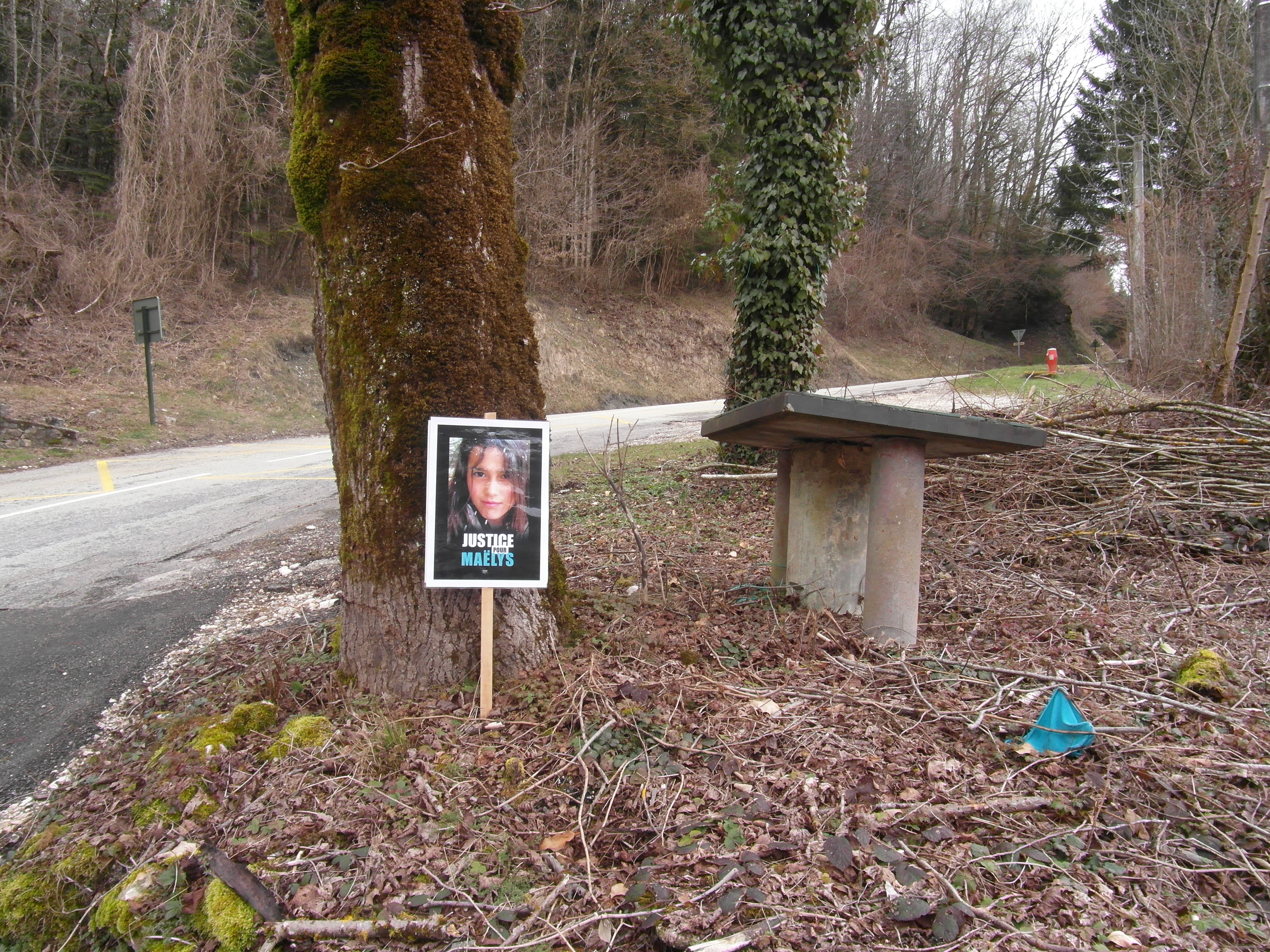
Entrée de la route D39 avec le portrait de Maëlys en mars 2018.

Maëlys de Araujo, née le 5 novembre 2008, assiste dans la nuit du samedi 26 août au dimanche 27 août 2017 à une fête de mariage dans la salle des fêtes de Pont-de-Beauvoisin (Isère). Entre 150 et 200 convives sont présents. Vers 3 h du matin, ses parents la perdent de vue. Ils donnent l'alerte à 3 h 57. Tous les invités se mettent à sa recherche, puis, faute de résultat, la gendarmerie est contactée.

#### Enquête

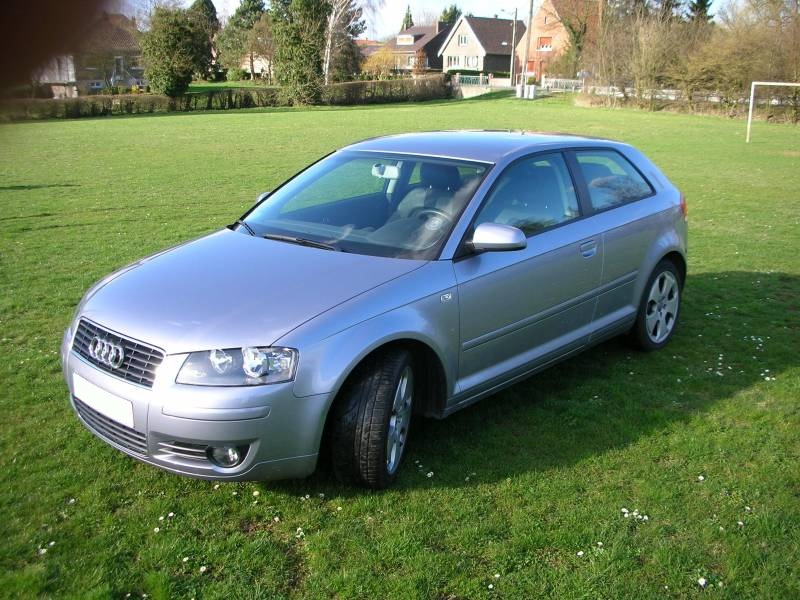
Une Audi A3 identique à celle du suspect.

Les enquêteurs ont reconstitué les déplacements de Nordahl Lelandais, présent à cette fête de mariage, d'où il s'est absenté, avant d'y revenir puis d'en repartir. Le 30 novembre 2017, le procureur de la République de Grenoble, Jean-Yves Coquillat, explique lors d'une conférence de presse que la disparition de la petite fille a été fixée à 2 h 45. « À 2 h 46 min 12 s, Nordahl Lelandais mettait son téléphone en mode avion. À 2 h 47, son véhicule, une Audi A3 noire, est filmé par une caméra de vidéosurveillance du centre de Pont-de-Beauvoisin (Isère). À l'avant du véhicule, une silhouette frêle de petite taille, semble-t-il une enfant, ou quelqu'un de petit, qui est vêtue d'une robe blanche se trouve sur le siège passager avant. Avec des cheveux qui semblent bruns », indique le magistrat. Or, lors de la fête de mariage, Maëlys portait une robe blanche. « À 3 h 24 min 29 s, le véhicule est de nouveau filmé en sens inverse par la (même) caméra vidéo dans le sens du retour. Le conducteur est alors seul dans la voiture », ajoute le procureur.
En outre, l'ADN de la petite fille a été retrouvé sur le tableau de bord de son véhicule, et ce, même après un nettoyage méticuleux de plus de deux heures, qui a été filmé par les caméras de surveillance d'une station service.
Si l'enlèvement est désormais acté, la justice ne sait « rien de ce que le suspect aurait pu faire entre son départ définitif de la salle des fêtes à 3 h 57 et 7 h 6, heure de son retour à son domicile de Domessin (Savoie) »[pas clair]. Le bornage de son téléphone n'apparaît nulle part, aucune vidéo routière ou d'un commerce ne le filme entre la Savoie, l'Ain et l'Isère, aucun témoin ne s'est manifesté. Des fouilles ont été menées dans les lacs, puits, points d'eau et bois aux alentours, dans une zone à vingt minutes de voiture de Pont-de-Beauvoisin, sans résultat.

#### Arrestation
Le 31 août 2017, Nordahl Lelandais est mis en garde à vue, sans preuve, il est relâché le vendredi 1er septembre. La procédure de la garde à vue n'est pas scrupuleusement respectée, certaines auditions n'ont pas été filmées. Le 3 septembre, Nordahl Lelandais est écroué.
Le 30 novembre 2017, Nordahl Lelandais est mis en examen pour séquestration et meurtre. Le procureur Jean-Yves Coquillat l'annonce lors d'une conférence de presse organisée au palais de Justice en fin d'après-midi, durant laquelle il reconnaît qu'il sera difficile pour les enquêteurs de retrouver le corps de la petite fille.
Le 17 janvier 2018, Nordahl Lelandais formule une demande de remise en liberté. Celle-ci est rejetée le 23 janvier. Le 8 février, il fait appel du rejet de sa demande de remise en liberté.

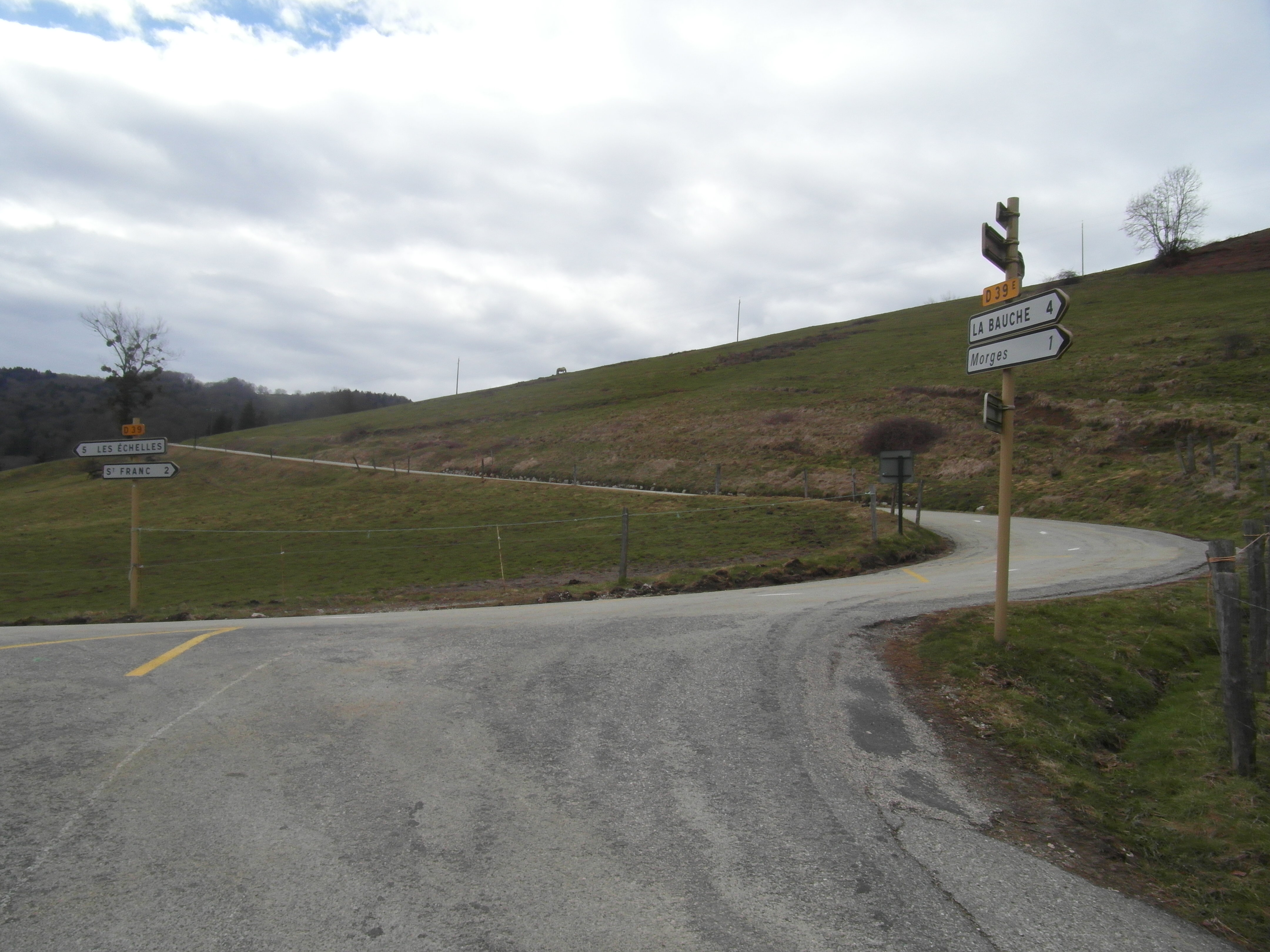
RD 39 à Saint-Franc (où furent effectuées les premières recherches)

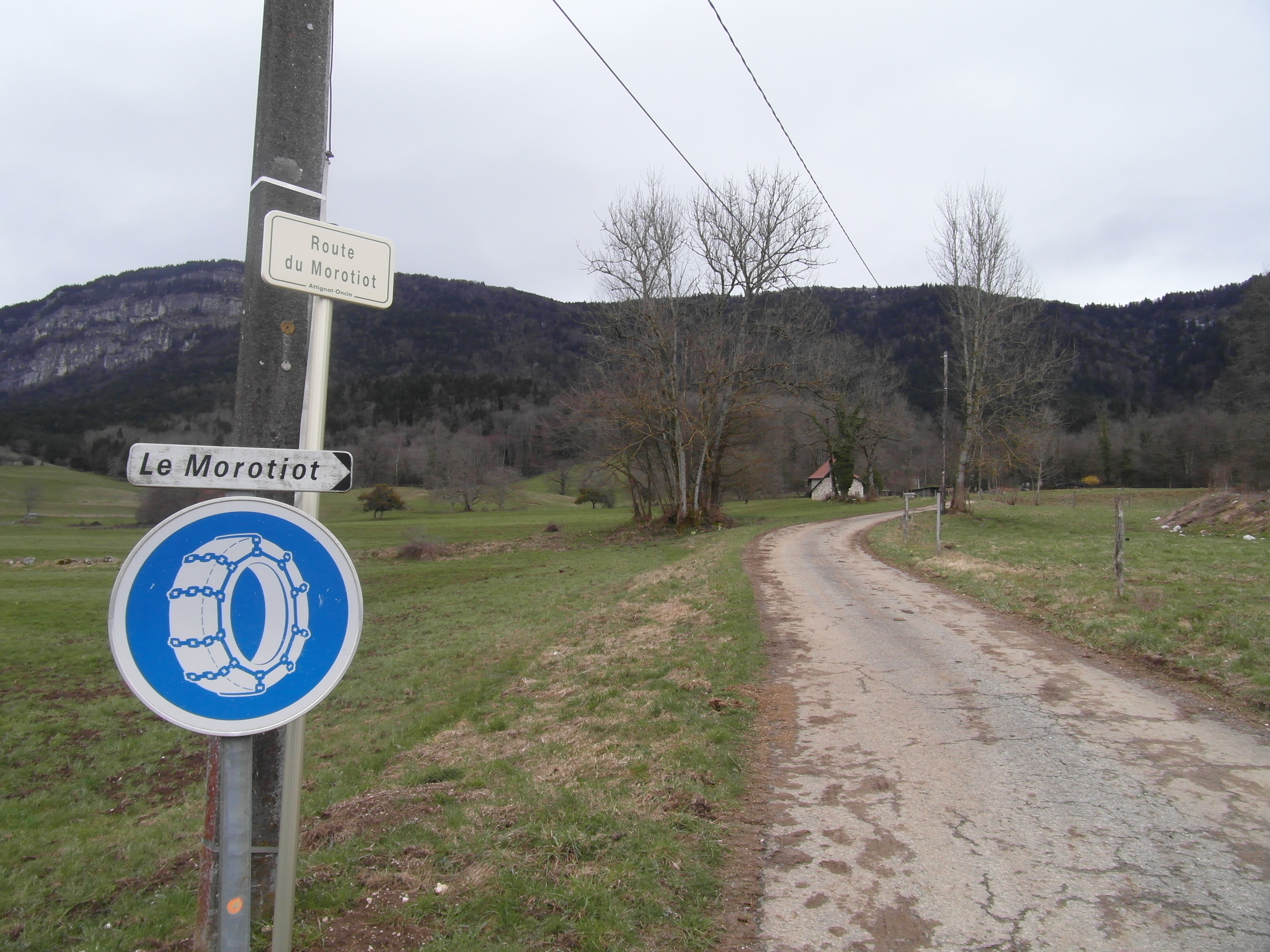
RF de Morotiot à Attignat-Oncin, (secteur de la découverte du corps)

Le 14 février, après la découverte d'une tache de sang appartenant à Maëlys dans le coffre de sa voiture, Nordahl Lelandais demande à être entendu par les magistrats. Il indique alors l'endroit où il se rappelle avoir déposé le corps de la petite fille. Plus tard dans la journée, le procureur de la République de Grenoble Jean-Yves Coquillat annonce que « les restes de l’enfant ont été découverts » dans le massif de la Chartreuse, sur le territoire de la commune d'Attignat-Oncin. Nordahl Lelandais a déclaré au cours de son audition « qu’il avait tué Maëlys involontairement et qu’il s’était débarrassé du corps. Il a d’ailleurs présenté ses excuses aux parents de Maëlys », a précisé le procureur. Lelandais a toutefois refusé de s’expliquer sur les circonstances de la mort de la fillette. Le procureur rappelle que, selon le droit français, la présomption d'innocence reste toujours en vigueur malgré ces aveux.
Deux jours après ses aveux, le 16 février, Nordahl Lelandais est victime de symptômes dépressifs et anxieux, puis admis à sa demande dans une unité hospitalière spécialement aménagée de l'hôpital psychiatrique Le Vinatier (à Bron en banlieue lyonnaise),. La mère de Maëlys demande ensuite sur les réseaux sociaux que Nordahl Lelandais soit emprisonné à vie.
Le 10 mars, Le Parisien révèle que l'analyse des connexions Internet de Nordahl Lelandais a montré qu'il avait une « récente habitude de consultation » de sites pédopornographiques. Le journal précise même qu'il se serait rendu sur l'un d'eux la nuit même et le jour suivant le meurtre de Maëlys.
Cette nouvelle information sur le profil de l'ancien militaire pourrait éclairer son lien avec Maëlys lors de la soirée du mariage.
Le 14 mars, la presse relate la découverte chez Nordahl Lelandais de traces d'ADN de Maëlys sur son canapé. Le secret de l’instruction a été gardé de telle sorte que le 15 mars le procureur chargé de l’enquête lui-même réfute cette découverte de traces d’ADN au domicile de Nordahl Lelandais. Le 30 mars, on apprend par la presse que la demi-sœur de Nordahl Lelandais a écrit une lettre datée du 7 mars, adressée aux parents de Maëlys, dans laquelle elle fait part de « sa tristesse ».

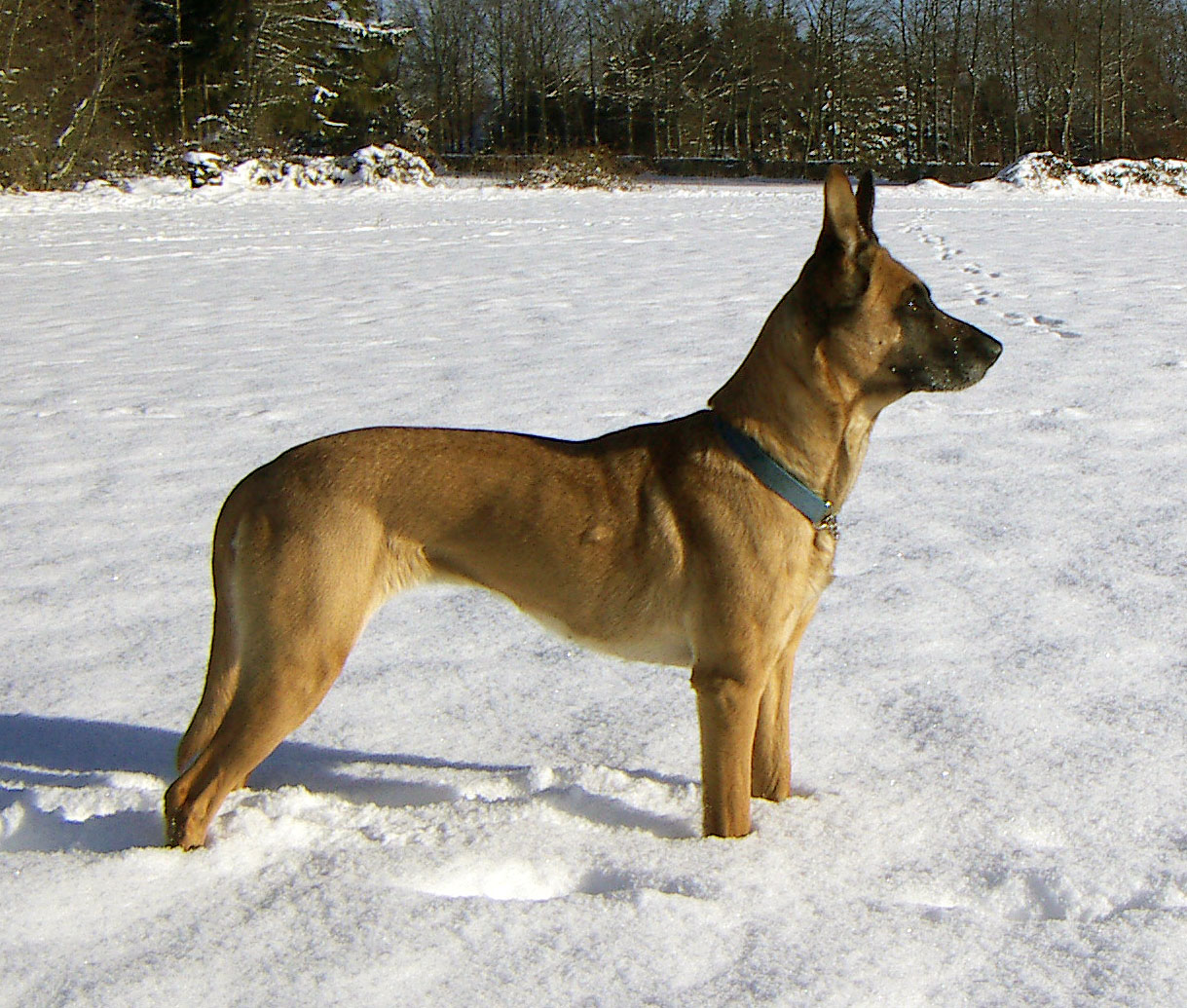
Chien malinois, semblable à ceux que détenait Lelandais.

Le 6 avril, le parquet de Chambéry rend publiques les déclarations faites par Lelandais lors de son audition du 19 mars.
Le suspect affirme que la fillette est montée dans sa voiture pour aller voir ses chiens. Sur le trajet, elle se serait mise à paniquer, aurait demandé à faire demi-tour en hurlant. Il lui aurait alors asséné une claque, lui faisant perdre connaissance. C’est en prenant son pouls qu’il se serait aperçu de sa mort. Se rendant compte de sa « connerie », selon ses mots, il l’aurait amenée dans la cabane près du jardin de ses parents à Domessin, avant de retourner au mariage. Il l’aurait ensuite déposée dans le massif de la Chartreuse. Ce récit est rapporté quelques jours après la publication dans la presse des premiers résultats de l'autopsie indiquant que la mâchoire de Maëlys a été fracturée,. Cette fracture serait intervenue du vivant de l’enfant[source insuffisante].
Trois mois après son dernier interrogatoire, Nordahl Lelandais est de nouveau entendu par les juges grenoblois le 3 juillet, en présence pour la première fois de l'avocat de la famille de la victime.
Le 10 juillet, il réintègre sa cellule de la prison de Saint-Quentin-Fallavier après cinq mois en cellule médicalisée près de Lyon.
Fin août 2018, on apprend que sa détention provisoire est prolongée de six mois par le juge des libertés et de la détention du tribunal de grande instance de Grenoble.
Une reconstitution est organisée durant la soirée et la nuit du 24 au 25 septembre, dans le secteur de la salle des fêtes de Pont-de-Beauvoisin (Isère), au domicile du suspect et de sa mère (à Domessin), ainsi que dans le secteur de la zone commerciale du Pont de Beauvoisin (Savoie).
Lors de cette reconstitution effectuée en présence de l'intéressé, des magistrats et des parties civiles, le suspect a livré une nouvelle version des faits aux enquêteurs.
Selon l'article publié par Le Dauphiné libéré, l'ex-militaire a reconnu, lors de cette reconstitution, « avoir infligé plusieurs coups très violents » à Maëlys. Les services de l'IRCGN ayant transporté sur les lieux de la reconstitution l'Audi grise du suspect, celui-ci a pu répéter ces gestes devant les enquêteurs à l'intérieur de son véhicule. Lelandais précise également les lieux où il aurait porté ces coups fatals à la fillette. Il s'agirait d'un chemin situé derrière le centre commercial, site où il aurait également déposé le corps et non à son domicile, comme il l'avait déclaré auparavant. Le suspect a précisé s'être ensuite rendu chez lui pour changer son bermuda couvert de sang, mais également « pour se nettoyer les mains. » L'article signale que « cette version colle désormais un peu plus avec la matérialité des faits », tout en faisant observer que les déclarations du suspect aux enquêteurs et à la justice n'ont pas cessé d'évoluer.
Nordahl Lelandais obtient une permission de sortie pour assister aux funérailles de son père Jean-Pierre Lelandais le 4 janvier 2021.

#### Procès
Attendu initialement pour l’automne 2020, le procès de Nordahl Lelandais se déroule finalement du 31 janvier 2022 au 18 février 2022.
Après trois ans et demi d'instruction, c'est dans un réquisitoire définitif rendu le 18 mars 2021 que le parquet de Grenoble a demandé aux magistrats instructeurs la mise en accusation de Nordahl Lelandais pour meurtre précédé du crime d'enlèvement et de séquestration d'un mineur de 15 ans. Six mois après avoir démenti toute implication dans l'affaire, l'ancien militaire assurait que la petite fille était montée dans sa voiture de son plein gré. « La version de Lelandais selon laquelle Maëlys serait montée volontairement n'est accréditée par aucun élément et se trouve au contraire contredite par l'ensemble des investigations », a tranché le parquet, qui pointe « la posture mensongère et évolutive » de Nordahl Lelandais.
Dans ce réquisitoire définitif, il n'est pas question d'accusation de viol, « faute de charges suffisantes ». Alors que Nordahl Lelandais était autant attiré par les femmes, les hommes et les enfants, le procureur adjoint de la République de Grenoble a écrit dans son rapport : « Le contexte d'attirance sexuelle pour les petites filles (que Nordahl Lelandais minore), le diagnostic de pédophilie, la consultation régulière et répétée de sites pédopornographiques (...) sont autant d'éléments qui permettent d'envisager que les faits aient pu se dérouler concomitamment à des infractions de nature sexuelle à l'encontre de Maëlys ». À l'un de ses codétenus, Nordahl Lelandais aurait d'ailleurs confié avoir violé la petite fille par pénétration digitale, à l'arrière de sa voiture.
Lors du premier jour du procès, Nordahl Lelandais reconnaît « avoir bien donné la mort » à Maëlys et présente ses « excuses » à la famille de la fillette. À l'issue du procès, il est condamné à la perpétuité assortie d'une période de sûreté de 22 ans.

### Affaire Arthur Noyer
Durant la nuit du 11 au 12 avril 2017, aux abords d'une discothèque du Carré Curial, à Chambéry, Arthur Noyer, né le 26 novembre 1993 à Bourges, caporal du 13e bataillon de chasseurs alpins de Chambéry, disparaît.

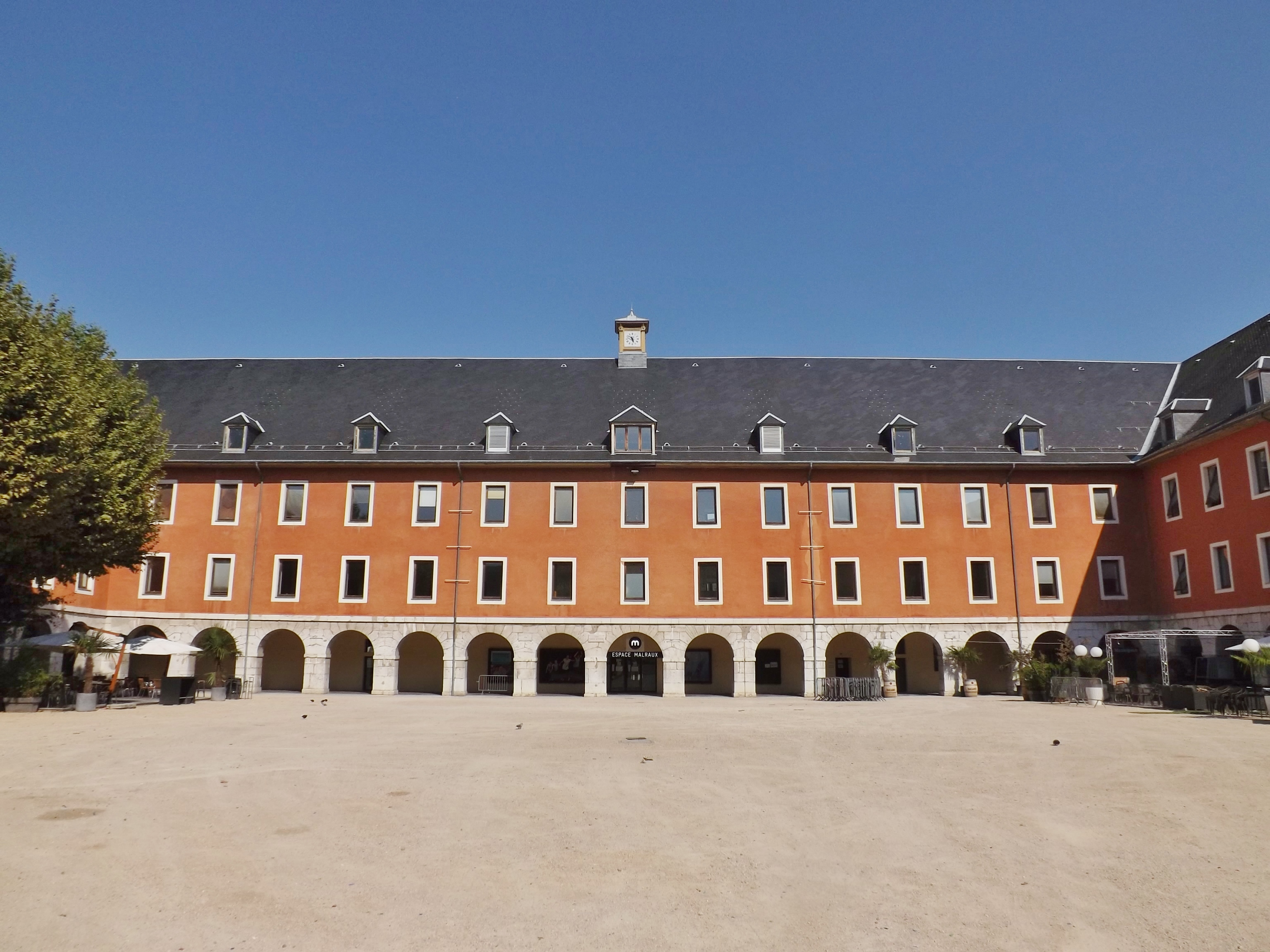
Le Carré Curial à Chambéry, lieu de la disparition d'Arthur Noyer.

La nuit de sa disparition, le téléphone portable d’Arthur Noyer est localisé dans le centre de Chambéry à 3 h 1 puis à 6 km de là, à Saint-Baldoph, à 3 h 5, ce qui implique un déplacement en véhicule. Mais, en avril-mai 2017, ces données ne sont pas exploitées pour rechercher un éventuel téléphone portable du conducteur de ce véhicule ; l’enquête n'avance plus.
Le 7 septembre 2017, un promeneur découvre les restes d’un crâne humain sur un chemin de randonnée à Montmélian, à 16 km de Chambéry. L'enquête ne donne rien. Le rapprochement avec la disparition d’Arthur Noyer n’est pas fait.
Après la disparition de Maëlys de Araujo, les enquêteurs s’intéressent à Nordahl Lelandais : il s’avère alors que ses deux portables ont borné aux mêmes endroits que celui du caporal Noyer la nuit de sa disparition. À la mi-décembre, le parquet demande une analyse ADN du crâne retrouvé à Montmélian. Le 18 décembre, l’analyse montre une correspondance avec l’ADN d’Arthur Noyer. Le 20 décembre, Nordahl Lelandais est mis en examen pour des faits d’assassinat dans le cadre de la disparition du jeune militaire.
Le procureur de la République de Chambéry, Thierry Dran, énumère lors d'une conférence de presse les « indices graves et concordants » fournis par le « bornage » du téléphone portable du suspect et la présence continue de son véhicule sur le dernier itinéraire supposé d'Arthur Noyer la nuit de sa disparition. La mort de ce militaire du 13e bataillon de chasseurs alpins (13e BCA) de Barby (Savoie) est annoncée à cette occasion par le magistrat.
En outre, les investigations dans l'ordinateur du suspect, saisi en perquisition fin août au domicile de ses parents à Domessin (Savoie), ont dévoilé une recherche effectuée sur Internet concernant la manière de faire disparaître un corps, avec notamment le groupe de mots-clés cité par le procureur : « décomposition d'un corps humain » ; et cela le 25 avril 2017, alors qu'on était sans nouvelles d'Arthur Noyer depuis 13 jours.
Le 13 janvier 2018, on apprend que des ossements ont été retrouvés aux côtés du crâne de la victime, puis sa famille décide de porter plainte pour « violation du secret de l'instruction ».
Selon une information de BFM TV, Nordahl Lelandais aurait reconnu le 5 février 2018 avoir pris Arthur Noyer en stop la nuit de sa disparition, tout en déclarant n'avoir aucun lien avec sa mort. Le 29 mars 2018, de nouveau entendu dans le cadre de cette affaire, il avoue le meurtre d'Arthur Noyer.
Le 6 avril 2018, le parquet annonce que Nordahl Lelandais reconnaît une « bagarre » ayant provoqué la chute mortelle d’Arthur Noyer. Comme dans l'affaire Maëlys, il admet donc uniquement avoir commis des violences volontaires ayant entraîné la mort sans intention de la donner.
Le 20 mars 2019, une reconstitution des faits en sa présence est organisée dans trois zones de Chambéry : le quartier Curial dans le centre-ville, le quartier militaire et résidentiel de Roc Noir et à Cruet, commune au pied du massif des Bauges, là où les ossements du caporal Noyer ont été découverts. Les parents d'Arthur Noyer sont présents,,,. La reconstitution du meurtre se déroule de nuit, un convoi de dix-sept véhicules se déplace aux mêmes horaires que lors de la nuit du drame. Malgré la protection mise en place autour de Nordahl Lelandais, des riverains parviennent à l'invectiver et à l'insulter.
À partir du 3 mai 2021, Nordahl Lelandais comparaît pour le meurtre du caporal Arthur Noyer devant la cour d’assises de Savoie à Chambéry. Il encourt trente ans de prison. Le 11 mai 2021, il est reconnu coupable d'homicide volontaire et est condamné à vingt ans de prison, avec une période de sûreté des deux tiers,.

### Témoignage à charge concernant les deux précédentes affaires
Un ancien codétenu, convoqué par les juges d'instruction de Grenoble affirme avoir recueilli des confidences glaçantes de Nordahl Lelandais, son voisin de cellule depuis six mois. Selon son témoignage, il déclare que l'ancien militaire de 36 ans lui a décrit avec force détails comment il a violé la jeune Maëlys avant de la frapper à mort pour l'empêcher de se débattre. Au cours de ces conversations par geôles interposées et lors des promenades, Lelandais lui aurait également confié avoir tué le caporal Arthur Noyer car celui-ci avait refusé de lui accorder une faveur sexuelle.

## Interrogations sur d'autres affaires
La personnalité de Nordahl Lelandais conduit les enquêteurs à rouvrir le dossier de plusieurs autres meurtres et disparitions énigmatiques dans les départements environnants de l'Isère, ce qui amène de nombreux médias à s'interroger sur la possibilité qu'il soit un tueur en série,,,.
Pour recouper les informations dans toutes les affaires (neuf cents dossiers) avec lesquelles Lelandais pourrait avoir un lien, la gendarmerie nationale met en place à Pontoise une cellule de coordination baptisée « Ariane ».
Le 18 février 2019, la cellule Ariane a annoncé avoir achevé la première phase, c’est-à-dire le tri des neuf cents dossiers d’affaires non résolues potentiellement liées à Nordahl Lelandais : elle a retenu une quarantaine de dossiers toujours d'actualité, et qui vont donc être rouverts. Ce sera la seconde phase, de recherches approfondies des enquêteurs sur ces environ quarante dossiers non encore élucidés et qui avaient été classés sans suite. À ce stade, Nordahl Lelandais n'est mis en cause dans aucun de ces dossiers. Parmi eux, une majorité sont des disparitions inquiétantes, en Rhône-Alpes, et quelques-uns concernent des mineurs. Les dossiers datent de 2009 à 2017.

### Disparitions
Une vingtaine de disparitions inexpliquées, survenues dans la région Auvergne-Rhône-Alpes, retiennent l'attention des enquêteurs,,. Le parquet de Grenoble décide, en décembre 2017, de se pencher sur différentes affaires depuis 2007, détaille Le Progrès. Un réexamen de ces disparitions non résolues dans la région doit permettre de déterminer si d'éventuels liens entre Nordahl Lelandais et ces dernières peuvent être établis.
Fin décembre 2017, Bernard Valezy, vice-président national de l'Association de recherche des personnes disparues (ARPD) évoque dans la presse le nom de plusieurs autres personnes disparues ces dernières années en Savoie, en Isère et dans l'Ain dont l'association a demandé la réouverture du dossier.
En janvier 2018, la presse annonce que les enquêteurs rouvrent plusieurs dossiers concernant des disparitions d'adolescents survenues dans le Gard, Nordahl Lelandais connaissant parfaitement le secteur de Bagnols-sur-Cèze, où résident plusieurs de ses proches, dont sa filleule.
Par ailleurs la police scientifique décide à ce moment d'utiliser ANACRIM pour retracer les quinze dernières années du suspect. La cellule Ariane, créée au sein du Pôle judiciaire de la Gendarmerie nationale en janvier 2018, est chargée d'examiner des liens éventuels entre le passé de Nordahl Lelandais et plusieurs disparitions inexpliquées,.
Fin janvier 2018, le procureur de Grenoble annonce la reprise des enquêtes concernant quatre disparitions.
Le 2 février 2018, la bisexualité de Lelandais est révélée dans les médias (l'intéressé fréquentait des sites de rencontres pour homosexuels) et il est indiqué que les enquêteurs travaillent aussi à partir des mobiles sexuels concernant plusieurs disparitions inquiétantes d'hommes adultes dans la région.

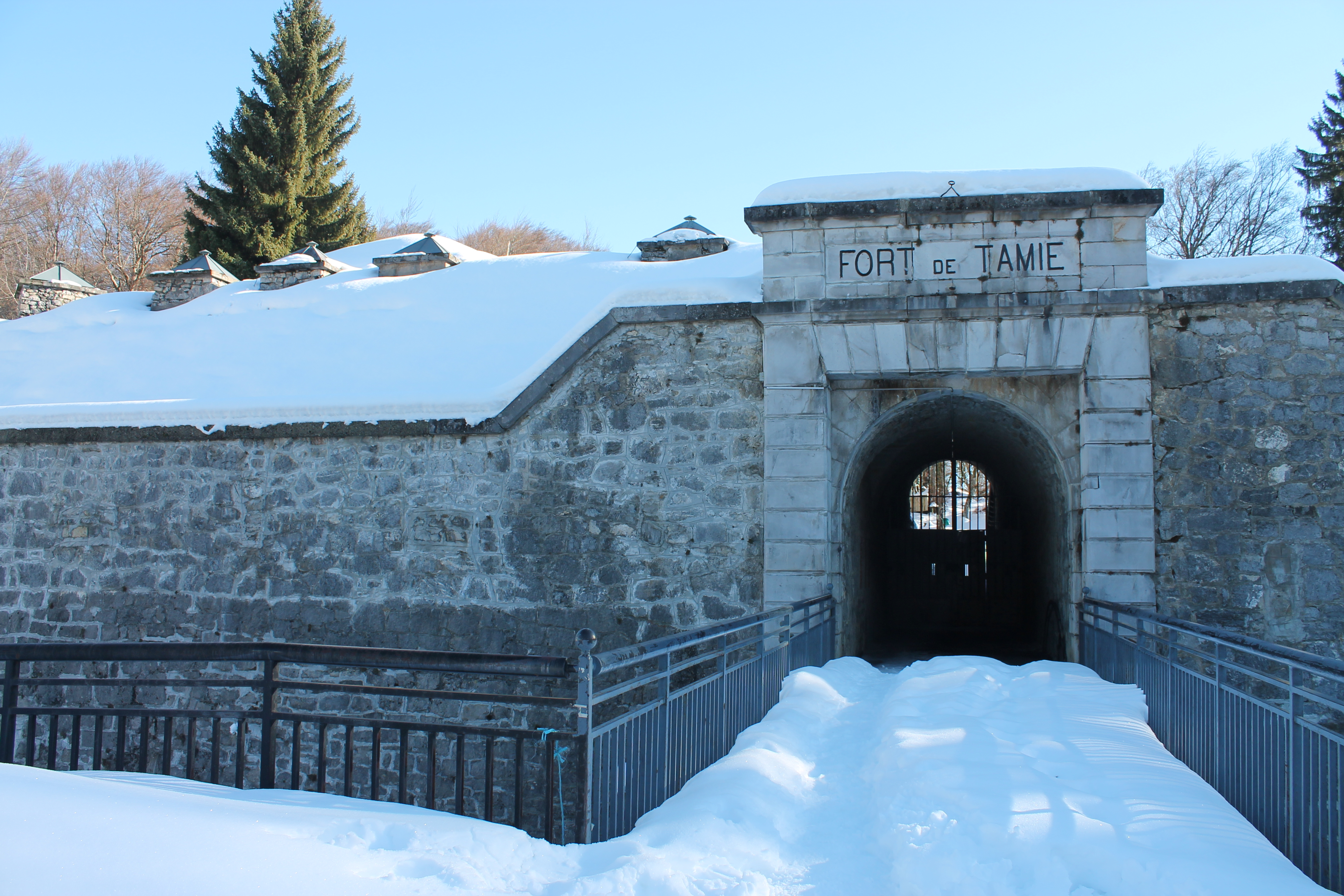
Entrée du fort de Tamié, sous la neige (hiver 2017), lieu de disparition de Jean-Christophe Morin et d’Ahmed Hamadou.

Le 2 mars 2018, les familles de Jean-Christophe Morin (22 ans) et d’Ahmed Hamadou (45 ans), deux hommes disparus lors d’un festival de musique électronique au fort de Tamié (Savoie), respectivement en septembre 2011 et 2012, déposent plainte pour « enlèvement et séquestration » devant le tribunal d’Albertville et se constituent partie civile. Le 16 octobre 2020, un crâne est retrouvé par un promeneur dans une forêt proche du lieu de la disparition. Des comparaisons ADN menées par l'ICRGN établissent qu'il s'agit de celui d’Ahmed Hamadou.
En mars 2018, Lelandais est de nouveau mis en cause dans une plainte déposée dans la Drôme concernant la disparition d'Éric Foray, 47 ans, qui faisait des courses dans la commune de Chatuzange-le-Goubet. Il aurait été aperçu pour la dernière fois le 16 septembre 2016 dans un magasin Super U puis dans une boulangerie,,. Le 13 avril 2018, selon les informations de France 3, les enquêteurs ont trouvé dans le carnet d'adresses du suspect le nom d'un membre de la famille d'Éric Foray. Le 4 janvier 2023, le parquet de Valence annonce la découverte du crâne d'Éric Foray dans le massif du Vercors.
Le cas de Nelly Balmain, 29 ans, disparue en août 2011 à une trentaine de kilomètres de la maison d'Éric Foray, est également étudié.
En avril 2018, le cas de Lucie Roux, disparue en 2012 à Bassens en Savoie, intéresse les enquêteurs. Selon des témoins, Lucie Roux aurait déjeuné à plusieurs reprises avec Nordahl Lelandais dans le réfectoire de l’hôpital psychiatrique de Bassens, où tous les deux étaient hospitalisés en même temps.
En 2019 le père de Thomas Rauschkolb, retrouvé mort le 27 décembre 2015 près de la boite de nuit Studio 54 de Grésy-sur-Aix (Savoie), reçoit une photo où Lelandais danse en 2012 dans cette boite de nuit.

## Expertises psychiatriques et psychologiques
Nordahl Lelandais a été présenté à des psychiatres et à des psychologues depuis son incarcération. Le compte rendu de leurs examens a été rendu public. Si l'intéressé apparaît comme quelqu'un de « pervers », il ne présente « aucune psychose », selon les experts psychiatriques, qui n'ont décelé chez lui aucune altération du discernement. Une partie de ses déclarations aux médecins et aux psychologues ont été divulguées. « Tout d'un coup, je suis sorti de mon corps. J'étais comme spectateur. Comme si j'étais à côté de la voiture, comme un fantôme qui vole à côté d'elle », aurait-il confié, comme pour marquer une forme d'irresponsabilité, peu compatible avec sa thèse d'un accident. D'après ces experts, Lelandais est donc responsable pénalement de ses actes. C'est un homme avec une « dangerosité criminologique extrêmement importante ». À cela s’ajoutent une « mythomanie constante » et une capacité à « manipuler » accentuée par son impression d’être en « position de toute puissance »,.

## Changement de nom
En 2025, Nordahl Lelandais comparaît sous une nouvelle identité devant la cour d’appel de Reims. Il fait changer son patronyme pour Périnet, celui de sa mère, auprès de l’état civil.